# بروتين زد

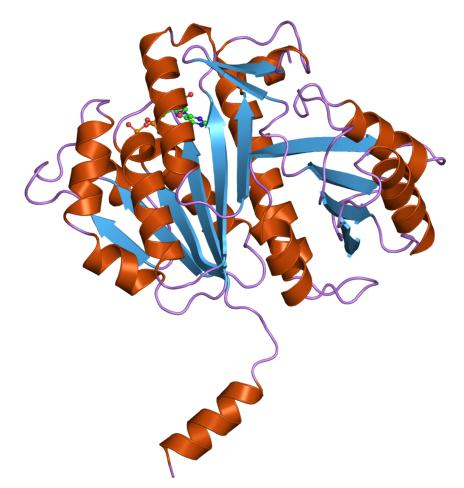
التركيب الجزئي لبروتين زد

بروتين زدFtsZ هو بروتين مشفرة بواسطة الجينات (ftsZ) التي تجمع في حلقة في موقع المستقبل من حاجز بكتيرياانقسام الخلايا. هذا هو نديد بدائية النواة إلى تويولين البروتين حقيقية النواة. وقد سميت FtsZ بعد «التخيط لحساس الحرارة في المتحولة Z». حيث كانت الفرضية القائلة بأن المسوخ انقسام الخلايا في كولاي سينمو كمافي شعيرات ويرجع ذلك إلى عدم قدرة الخلايا لفصل بعضها عن بعض.

## التاريخ
يعتبر اكتشاف الهيكل الخلوي الجرثومي هواكتشاف حديثة نسبيا. وكان سبب اكتشاف بروتين زد الأول هو الهيكل الخلوي في بدائية النواة .
تم اكتشاف هذا الجين في 1950s من قبل الياباني يو -هيروتا قالب:اليابانية وزملاؤه عن طريق شاشة البكتيرية المسوخة في انقسام الخلايا .

## الوظيفة
خلال انقسام الخلايا، في بروتين زد تنتقل إلى موقع الشعبة، الذي هو ضروري لتجنيد البروتينات الأخرى الجديدة التي تنتج في جدار الخلية بين الخلايا المنقسمة. دور بروتين زد في انقسام الخلايا هي مماثلة لتلك التي في البروتين الكروي أكتين في انقسام الخلايا حقيقية النواة، ولكن، على عكس أكتين - الميوزين فان بروتين زد في حلقة في حقيقيات النوى، لا يوجد لديه بروتين المحركات المعروفة المرتبطة به. في أصل قوة الانقسام السيتوبلازمي .
اقترح إريكسون في عام (2009) كيف أصبح أدوار ابروتينات مثل تويولين والأكتين في انقسام الخلية عكس في سر تطوري.

## وصلات اضافية
1. Chen JC, Weiss DS, Ghigo JM, Beckwith J (15 يناير 1999). "Septal Localization of FtsQ, an Essential Cell Division Protein in Escherichia coli". J. Bacteriol. ج. 181 ع. 2: 521–30. PMC:93406. PMID:9882666. مؤرشف من الأصل في 2019-12-13.{{استشهاد بدورية محكمة}}:  صيانة الاستشهاد: أسماء متعددة: قائمة المؤلفين (link)
2. Löwe J, Amos LA (يناير 1998). "Crystal structure of the bacterial cell-division protein FtsZ". Nature. ج. 391 ع. 6663: 203–6. DOI:10.1038/34472. PMID:9428770.
3. Romberg L, Levin PA (2003). "Assembly dynamics of the bacterial cell division protein FTSZ: poised at the edge of stability". Annu. Rev. Microbiol. ج. 57: 125–54. DOI:10.1146/annurev.micro.57.012903.074300. PMID:14527275.
4. Scheffers D, Driessen AJ (سبتمبر 2001). "The polymerization mechanism of the bacterial cell division protein FtsZ". FEBS Lett. ج. 506 ع. 1: 6–10. DOI:10.1016/S0014-5793(01)02855-1. PMID:11591361. مؤرشف من الأصل في 2019-02-16.
5. van den Ent F, Amos L, Löwe J (ديسمبر 2001). "Bacterial ancestry of actin and tubulin". Curr. Opin. Microbiol. ج. 4 ع. 6: 634–8. DOI:10.1016/S1369-5274(01)00262-4. PMID:11731313. مؤرشف من الأصل في 2019-02-16.{{استشهاد بدورية محكمة}}:  صيانة الاستشهاد: أسماء متعددة: قائمة المؤلفين (link)
6. Mendieta J, Rico AI, López-Viñas E, Vicente M, Mingorance J, Gómez-Puertas P (مايو 2009). "Structural and Functional Model for Ionic (K+/Na+) and pH Dependence of GTPase Activity and Polymerization of FtsZ, the Prokaryotic Ortholog of Tubulin". Journal of Molecular Biology. ج. 390: 17–25. DOI:10.1016/j.jmb.2009.05.018. PMID:19447111. مؤرشف من الأصل في 2019-02-16.{{استشهاد بدورية محكمة}}:  صيانة الاستشهاد: أسماء متعددة: قائمة المؤلفين (link)
7. Mingorance J, Rivas G, Vélez, M, Gómez-Puertas P, Vicente M (Aug.-2011). "Strong FtsZ is with the force: mechanisms to constrict bacteria". Trends in Microbiology. ج. 18: 348–56. DOI:10.1016/j.tim.2010.06.001. PMID:20598544. مؤرشف من الأصل في 2017-12-24. {{استشهاد بدورية محكمة}}: تحقق من التاريخ في: |تاريخ= (مساعدة)صيانة الاستشهاد: أسماء متعددة: قائمة المؤلفين (link)